# Landhaus Am Bornberge 5 (Radebeul)
Das Landhaus Am Bornberge 5 liegt im Stadtteil Kötzschenbroda der sächsischen Stadt Radebeul. Das spätklassizistische Wohnhaus an der Grenze zu Niederlößnitz gehört zu den mit dem Radebeuler Bauherrenpreis ausgezeichneten Bauten. Das Landhaus stand bereits zu DDR-Zeiten seit mindestens 1979 unter Denkmalschutz.

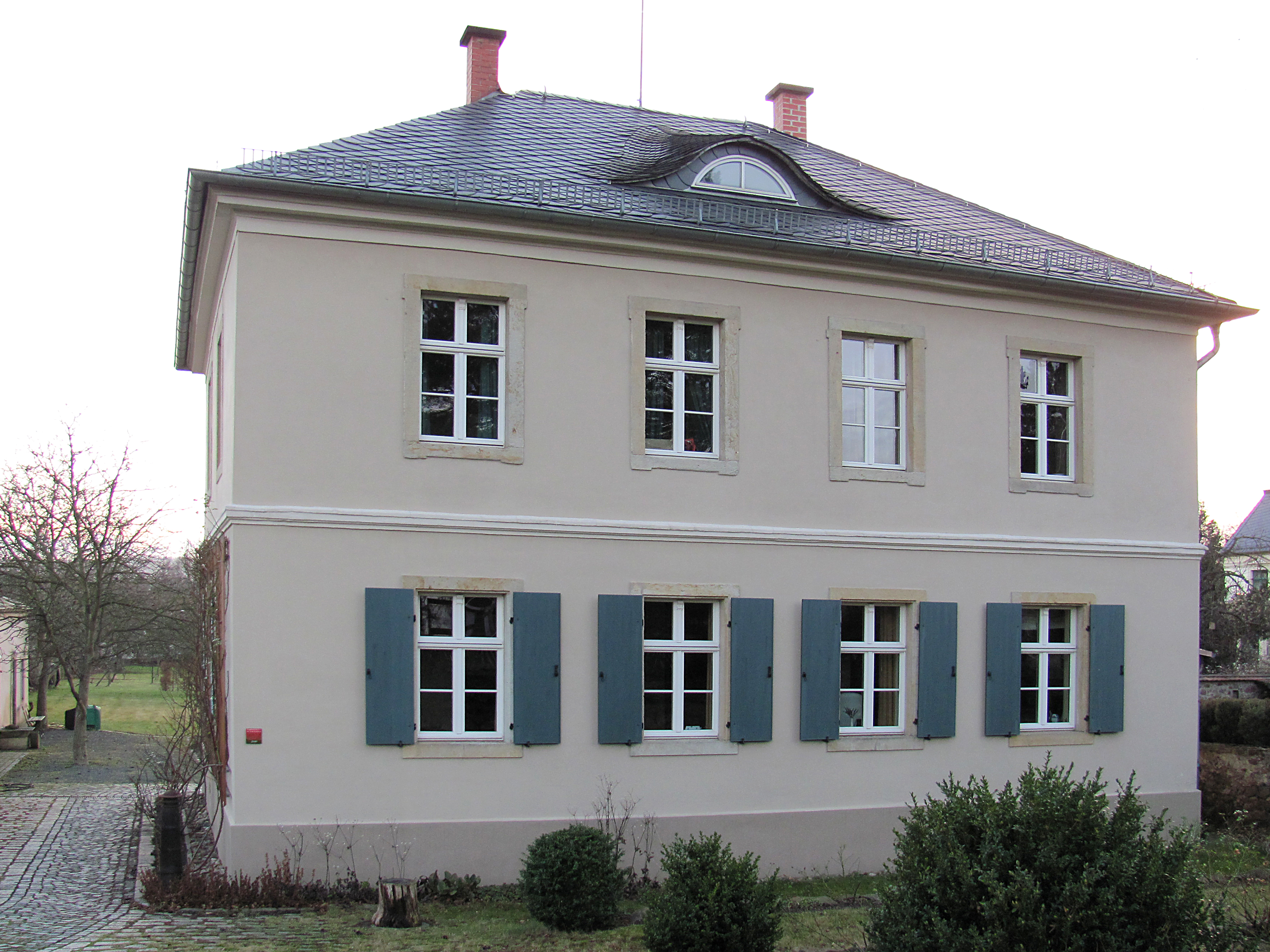
Landhaus Am Bornberge 5

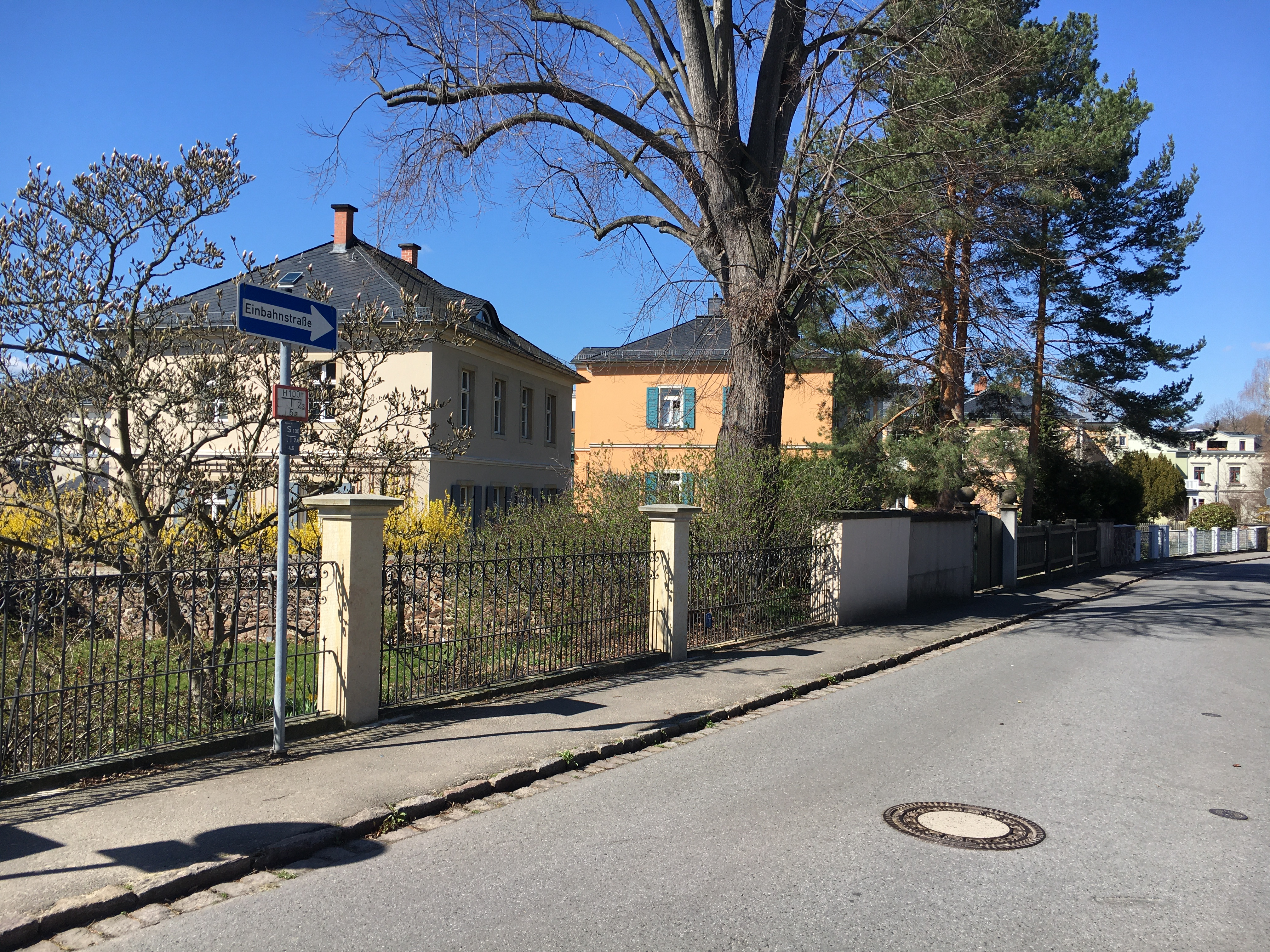
Am Bornberge 5; rechts die denkmalgeschützten Käthe-Kollwitz-Straße 13 und 16, dann Am Bornberge 9

## Beschreibung
Das mitsamt Einfriedung und gepflasterter Zufahrt denkmalgeschützte Landhaus steht hinter einem Vorgarten am Beginn eines sich lang nach hinten erstreckenden Grundstücks. Das schlichte, zweigeschossige Wohnhaus ist vier mal zwei Fensterachsen groß. Es steht mit der längeren Seite zur Straße, hat einen verputzten Sockel sowie ein flach geneigtes, schiefergedecktes Walmdach in Deutscher Deckung. Die Straßenansicht ist symmetrisch, über den zwei Geschossreihen von Fenstern steht mittig eine Fledermausgaube. Mittig aus dem Dachfirst tritt ein historischer Blitzableiterstab hervor. Gerade außerhalb der sogenannten Anfallspunkte, wo also First und Dachgrate zusammentreffen, stehen zwei Schornsteine, die durch Kopfplatten aus Sandstein abgedeckt werden.
Die schlicht verputzten Geschosse werden durch ein Geschossgesims getrennt, zum Dach hin findet sich ein Dachgesims. Der Sockel ist ebenfalls verputzt. Die Fenster werden von schlichten Sandsteingewänden eingefasst, im Erdgeschoss jeweils mit Klappläden.
Die Einfriedung besteht aus Lattenzaunfeldern zwischen Sandsteinpfeilern mit Bischofsmütze, die beiden stärkeren Pfeiler der Einfahrt tragen Abdeckplatten mit einer bekrönenden Kugel. Zwischen den Einfahrtspfeilern befindet sich ein bogenförmiges Holztor.
Die Zuwegung vom Tor zum Innenhof besteht aus historischem Kopfsteinpflaster, der Fußweg in Kleinpflaster hebt sich dabei von den in Großpflaster gesetzten Fahrbereichen ab. Dieser Bereich ist als denkmalpflegerische Nebenanlage geschützt.
Der Innenhof hinter dem Wohnhaus wird beidseits von zwei massiven, eingeschossigen Schuppengebäuden eingeschlossen, die das Grundstück zu den Nachbargrundstücken abgrenzen. Dahinter folgt mit Obstbäumen bestandenes Gartenland.

## Geschichte

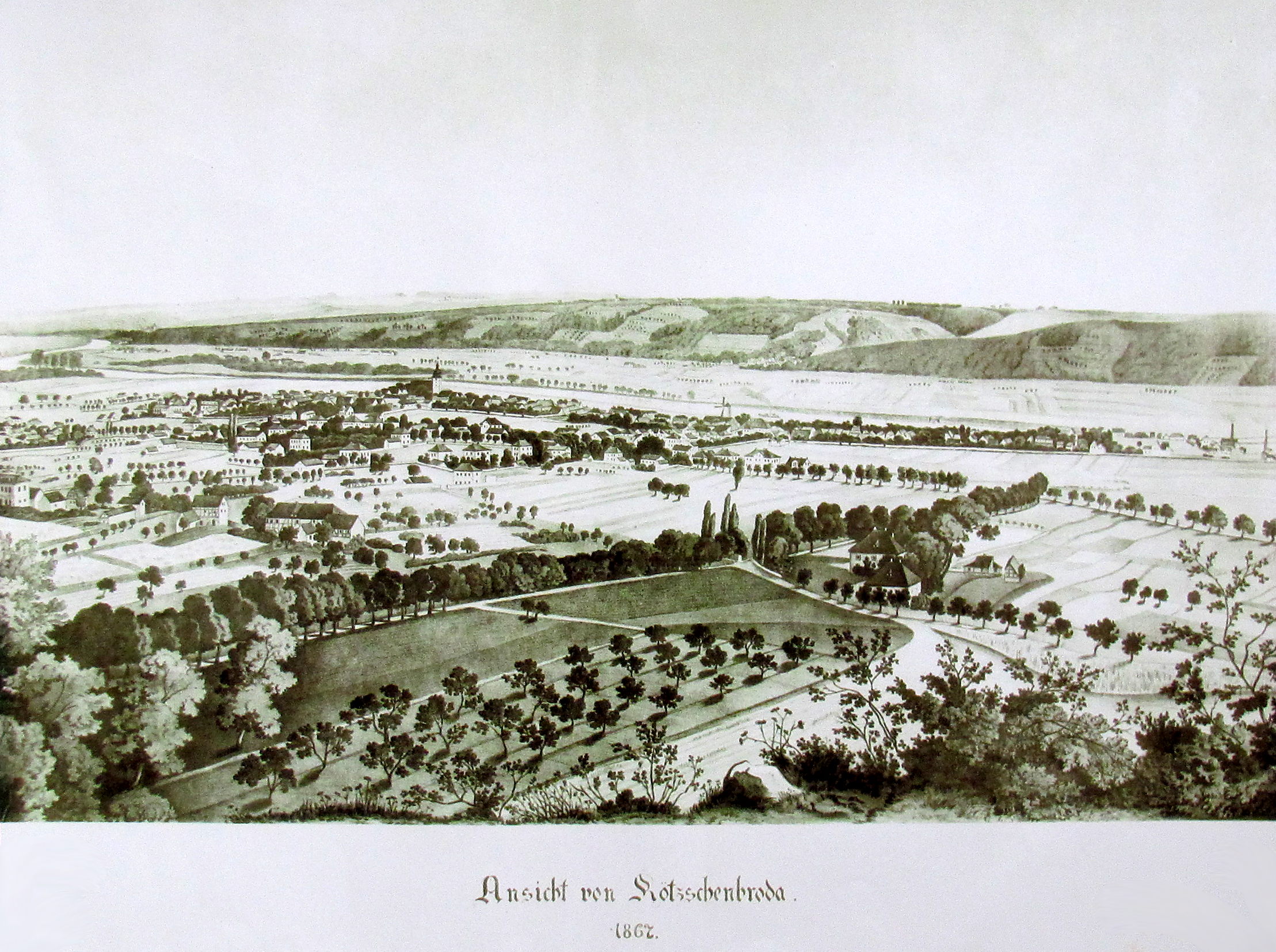
Ansicht von Kötzschenbroda. 1867. Zeitgenössische Lithografie. Die Flur Bornberge befindet sich in der Bildmitte (helles Feld).

Lage des Landhauses (rot eingefärbt) auf der Feldflur, 1857. Rechts unten der Bahnhof Kötzschenbroda. Ausschnitt aus dem Manöver-Plan für die Königl. Sächs. Truppen bei Dresden im Jahre 1857.

Nach den „Erinnerungen eines alten Niederlößnitzers hatten sich die Weinberge um 1860 bis zur Mittleren Bergstraße [heute: Winzerstraße] zurückgezogen. Nur noch einige wenige mauereingefasste Weinberge zogen sich von Kötzschenbroda aus bergan, im übrigen gab es dort noch weite Getreidefelder. An der Borngasse [heute: Am Bornberge] stand nur ein einzelnes Haus.“ Auf einer Lithografie aus dem Jahr 1867 führt von der heutigen Kreuzung der Ludwig-Richter-Allee (der ehemaligen Thienemanns Allee, die von der Meißner Chaussee nach Altfriedstein führte) mit der heutigen Winzerstraße und Am Jacobstein (beide zusammen Teil der historischen Salzstras) ein Weg (Borngasse) nach Osten, der an der heutigen Grundstücksgrenze zwischen dem Eckgrundstück Käthe-Kollwitz-Straße 13 und Am Bornberge 5 durch eine Nord-Süd-verlaufende Weinbergsmauer führte. Dahinter stand auf ansonsten freien Flächen das heutige zweigeschossige Landhaus mit Walmdach sowie südwestlich davon ein kleines Nebengebäude. Die Weinbergsmauer führt noch ein Stück weiter nach Norden und nördlich des Wegs stand noch ein etwas größeres, eingeschossiges Nebengebäude mit Satteldach (anstelle Am Bornberge 6). Diese Feldflur südlich der Borngasse (ab 1883 Bornstraße) hatte im Flurbuch von 1870 den Flurnamen Bornberge.
Das Landhaus entstand wohl gegen Ende der ersten Hälfte oder um die Mitte des 19. Jahrhunderts, wohl zeitgleich entstand rechts hinter dem Haus ein Nebengelass mit Schuppen, Stall und Backofen. 1887/1888 entstand auf der Rückseite nach Süden ein Eingangsvorbau mit einem Austritt obenauf, gleichzeitig wurde auf der heutigen linken Grundstücksseite ein weiteres Nebengebäude errichtet, welches zu Teilen einen historischen Brunnenschacht überdeckt. Um 1910 wurde zur Straße hin ein Dachhaus auf die Vorderseite des Walmdachs gesetzt.
Von 1999 bis 2000 wurde das Wohnhaus in Abstimmung mit der Denkmalpflege mit „viel Liebe zum Detail“ instand gesetzt, die „Verbindung von alten weiterverwendeten Bauteilen und die angenehme Farbgebung runden das Gebäude zu einem nachahmenswerten Beispiel ab.“ Das unförmige Dachhaus wurde dabei durch eine Fledermausgaube ersetzt. „Die vorhandene Topographie [des abfallenden Vorgartens] wurde geschickt ausgenutzt, [… wobei] besonders […] die neue Form der linearen, terrassenförmigen Gartengestaltung“ hervorgehoben wird. Wegen der angeführten Gründe wurde die Bauherrschaft im Jahr 2000 mit dem Radebeuler Bauherrenpreis ausgezeichnet.